# بریژیتکا مولنار
بریژیتکا مولنار (سیریلیک صربی: Брижитка Молнар؛ زادهٔ ۲۸ ژوئیهٔ ۱۹۸۵) بازیکن والیبال زن اهل صربستان است.